# Lasiopogon primus
Lasiopogon primus là một loài ruồi trong họ Asilidae. Lasiopogon primus được Adisoemarto miêu tả năm 1967. Loài này phân bố ở vùng Tân Bắc giới.